# Libnotes philemon
Libnotes philemon är en tvåvingeart som först beskrevs av Alexander 1962.  Libnotes philemon ingår i släktet Libnotes och familjen småharkrankar. Inga underarter finns listade i Catalogue of Life.